# Diplusodon sordidus
Diplusodon sordidus är en fackelblomsväxtart som beskrevs av Emil Bernhard Koehne. Diplusodon sordidus ingår i släktet Diplusodon och familjen fackelblomsväxter. Inga underarter finns listade i Catalogue of Life.